# Adiantopsis tweediana
Adiantopsis tweediana là một loài dương xỉ trong họ Pteridaceae. Loài này được Hook. Link-Pérez & Hickey mô tả khoa học đầu tiên năm 2011.